# Bessinger-Nunatak
Der Bessinger-Nunatak ist ein 1640 m hoher, hügelförmiger Nunatak im westantarktischen Queen Elizabeth Land. In der südwestlichen Patuxent Range der Pensacola Mountains ragt er am südwestlichen Ende des Mackin Table und 5 km östlich des Mount Tolchin auf.
Der United States Geological Survey kartierte ihn anhand eigener Vermessungen und Luftaufnahmen der United States Navy aus den Jahren zwischen 1956 und 1966. Das Advisory Committee on Antarctic Names benannte ihn 1968 nach Leutnant Colonel Donivan Bessinger Jr. (1936–2021), diensthabender Offizier auf der Amundsen-Scott-Südpolstation im antarktischen Winter 1963.